# Luis Cordeiro
Luis Cordeiro Rodríguez (Palas de Rey, 21 de septiembre de 1934 - Foz, 24 de diciembre de 2007) fue un político español, que desarrolló su actividad en Galicia.

## Biografía
Licenciado en Derecho por la Universidad de Santiago de Compostela, fue profesor en diferentes colegios de primaria de la provincia de Lugo, estableciéndose definitivamente en Foz, donde fue director de la escuela de Santa Cilla.
En las primeras elecciones municipales democráticas después de la dictadura franquista que tuvieron lugar en 1979, fue elegido alcalde de Foz dentro de la candidatura presentada por Unión de Centro Democrático (UCD). Poco después fue elegido presidente de la Diputación Provincial de Lugo, por lo que abandonó el cargo de alcalde y ejerció la presidencia lucense hasta 1983. Participó en la redacción del Estatuto de los Dieciséis y fue consejero de la Junta de Galicia durante el período preautonómico siendo presidente Antonio Rosón. En 1983 fue elegido concejal por Lugo, también en las listas de UCD. Aunque fue de nuevo diputado provincial, quedó como vicepresidente en la institución provincial, sucediéndole como presidente Francisco Cacharro (Partido Popular).

Escudo de Foz

Con la desaparición de UCD tras la severa derrota en las elecciones generales de 1982 y en las municipales de 1983, Cordeiro siguió un periplo por varias formaciones políticas y distintos puestos en las instituciones públicas. Así, participó primero en la creación de Coalición Galega, formación con la que en 1985 fue elegido diputado en el Parlamento de Galicia y vicepresidente del mismo. De nuevo, con la desintegración de Coalición Galega, siguió al sector liderado por Pablo González Mariñas, integrándose en una nueva formación, el Partido Nacionalista Gallego. Al poco, abandonó también esta formación y se integró en el grupo mixto del Parlamento, junto con Carlos Mella. Por último, durante los gobiernos del Partido Popular en la Junta, fue nombrado gerente del Instituto Galego de Artes Escénicas e Musicais (IGAEM) (1992-1994) y director de la oficina técnica del Parlamento (1994-1998).